# 山岸あかね
山岸 あかね（やまぎし あかね、1991年1月8日 - ）は、日本の元女子バレーボール選手。

## 来歴
長野県須坂市出身。バレーボールをやっていた姉の影響で5歳から競技を開始する。地元の裾花中時代に全日本中学バレーボール選手権で連覇を達成した。東海大付第三高時代には春高バレー、インターハイで活躍した。同級生には小平花織がいる。卒業後は東海大学へ進学し、インカレでは2年次に準優勝、3年次には優勝を果たした。
2013年1月、当時Vチャレンジリーグの上尾メディックス（現・埼玉上尾メディックス）の内定選手となる。同年4月、全日本の候補メンバーに登録された。7月のエリツィン杯、第27回ユニバーシアード競技大会（カザン）で5位、10月に中国で行われた第6回東アジア競技大会に出場し、銀メダルを獲得した。
2018年に日本代表メンバーとなり、ネーションズリーグブラジル大会に出場した。
2019年にはネーションズリーグの全ラウンドに帯同し試合にも出場。ワールドカップのメンバーに選出され試合にも出場した。
2020-21シーズンより埼玉上尾のキャプテンに就任。
2021年、開催予定の東京五輪を前にして、前年まで3年続けて選出されてきた日本代表から落選した。
2022年、再び日本代表登録メンバーに選出され、ネーションズリーグに出場した。
2023年3月4日、V1女子のヴィクトリーナ姫路戦でVリーグ通算230試合出場を果たした。それにより、V1女子ファイナル終了後、Vリーグ栄誉賞を受賞した。
2024年、2年ぶりに日本代表に選出された。2024年パリオリンピックにはリザーブメンバーとして帯同する。
2024年10月7日、2024-25シーズンをもっての現役引退が発表された。引退後はアンバサダーとして普及活動を行う。

## 人物
- 既婚者であり[22]、国際バレーボール連盟（FIVB）での登録名は"Akane Moriya"である[23][24][注釈 2]。

## 球歴
- 日本代表 - 2013年、2018-2020年、2022年、2024年
  - ワールドカップ - 2019年
  - ネーションズリーグ - 2018年、2019年、2022年
- ユニバーシアード日本代表 - 2012-2013年

## 所属チーム
- 須坂南部バレーボールチーム
- 長野市立裾花中学校（2003-2006年）
- 東海大学付属第三高等学校（2006-2009年）
- 東海大学（2009-2013年）
- 上尾メディックス/埼玉上尾メディックス（2013-2025年）

## 受賞歴
- 2023年 - 2022-23 V.LEAGUE DIVISION1 WOMEN Vリーグ栄誉賞
- 2023年 - 第71回黒鷲旗全日本選抜大会 ベストリベロ
- 2025年 - 2024-25 SV.LEAGUE WOMEN 功労者表彰

## 個人成績
Vプレミアリーグレギュラーラウンドにおける個人成績は下記の通り。
| シーズン | 所属 | 出場                                 | 出場                                 | アタック                             | アタック                             | アタック                             | アタック                             | ブロック                             | ブロック                             | サーブ                               | サーブ                               | サーブ                               | サーブ                               | レセプション                         | レセプション                         | 総得点                               | 備考                                 |
| -------- | ---- | ------------------------------------ | ------------------------------------ | ------------------------------------ | ------------------------------------ | ------------------------------------ | ------------------------------------ | ------------------------------------ | ------------------------------------ | ------------------------------------ | ------------------------------------ | ------------------------------------ | ------------------------------------ | ------------------------------------ | ------------------------------------ | ------------------------------------ | ------------------------------------ |
| シーズン | 所属 | 試合                                 | セット                               | 打数                                 | 得点                                 | 決定率                               | 効果率                               | 決定                                 | /set                                 | 打数                                 | エース                               | 得点率                               | 効果率                               | 受数                                 | 成功率                               | 総得点                               | 備考                                 |
| 2013/14  | 上尾 | チャレンジリーグの為、記録を記載せず | チャレンジリーグの為、記録を記載せず | チャレンジリーグの為、記録を記載せず | チャレンジリーグの為、記録を記載せず | チャレンジリーグの為、記録を記載せず | チャレンジリーグの為、記録を記載せず | チャレンジリーグの為、記録を記載せず | チャレンジリーグの為、記録を記載せず | チャレンジリーグの為、記録を記載せず | チャレンジリーグの為、記録を記載せず | チャレンジリーグの為、記録を記載せず | チャレンジリーグの為、記録を記載せず | チャレンジリーグの為、記録を記載せず | チャレンジリーグの為、記録を記載せず | チャレンジリーグの為、記録を記載せず | チャレンジリーグの為、記録を記載せず |
| 2014/15  | 上尾 | 21                                   | 61                                   | 0                                    | 0                                    | 0.0%                                 | %                                    | 0                                    | 0.00                                 | 19                                   | 0                                    | 0.00%                                | 10.5%                                | 230                                  | 65.7%                                | 0                                    |                                      |
| 2015/16  | 上尾 | 21                                   | 84                                   | 0                                    | 0                                    | 0.0%                                 | %                                    | 0                                    | 0.00                                 | 0                                    | 0                                    | 0.00%                                | 0.0%                                 | 269                                  | 62.5%                                | 0                                    |                                      |
| 2016/17  | 上尾 | チャレンジリーグの為、記録を記載せず | チャレンジリーグの為、記録を記載せず | チャレンジリーグの為、記録を記載せず | チャレンジリーグの為、記録を記載せず | チャレンジリーグの為、記録を記載せず | チャレンジリーグの為、記録を記載せず | チャレンジリーグの為、記録を記載せず | チャレンジリーグの為、記録を記載せず | チャレンジリーグの為、記録を記載せず | チャレンジリーグの為、記録を記載せず | チャレンジリーグの為、記録を記載せず | チャレンジリーグの為、記録を記載せず | チャレンジリーグの為、記録を記載せず | チャレンジリーグの為、記録を記載せず | チャレンジリーグの為、記録を記載せず | チャレンジリーグの為、記録を記載せず |
| 2017/18  | 上尾 | 21                                   | 80                                   | 0                                    | 0                                    | 0.0%                                 | %                                    | 0                                    | 0.0                                  | 0                                    | 0                                    | %                                    | 0.0%                                 | 354                                  | 58.3%                                | 0                                    |                                      |
| 2018/19  | 上尾 |                                      |                                      |                                      |                                      | %                                    | %                                    |                                      |                                      |                                      |                                      | %                                    | %                                    |                                      | %                                    |                                      |                                      |